# Coupe de la Ligue d'Algérie de football 1995-1996
Navigation
Coupe de la Ligue 1991-1992 Coupe de la Ligue 1997-1998
La Coupe de la Ligue d'Algérie est la deuxième édition de la Coupe de la Ligue d'Algérie de football qui se déroule durant la saison 1995-1996.
Celle-ci voit la victoire du MC Oran en finale contre l'USM Aïn Beïda, sur le score d'un but un zéro. Il s'agit du premier vainqueur de la compétition car l'édition précédente durant la saison 1991-1992 s'est arrêtée au stade des demi-finales.

## Contexte historique et sportifs

### Calendrier de la compétition
La FAF souhaite l'organisation d'une compétition qui se déroule durant l'interruption du championnat afin d'occuper les équipes de première division.
| Tour                            | Nom                            | Dates retenues                        | Équipes participantes | Équipes gagnantes |
| Phase qualificative (1re phase) |                                |                                       |                       |                   |
| 1                               | Phase de poule des groupes     | du 30 novembre 1994 au 4 janvier 1995 | 16                    | 4                 |
| Phase éliminatoire (2d phase)   |                                |                                       |                       |                   |
| 2                               | Demi-finales                   | 19 janvier 1995                       | 4                     | 2                 |
| 3                               | Finale Stade du 5-Juillet-1962 | 25 janvier 1995                       | 2                     | 1                 |

Seulement seize équipes participent à cette compétition. Elles sont réparties par affinités territoriales en quatre groupes comme suit : deux groupes nommés A et B pour la région Centre composé chacun de quatre équipes, un groupe nommé C pour la région Ouest composé de trois équipes et un groupe pour la région Est nommé D composé de cinq équipes.

### Déroulement de la compétition
La compétition se déroule en deux phases bien distinctes. La première est une phase qualificative où des groupes sont formés de plusieurs équipes. Chacune de ces équipes affronte ses adversaires dans son groupe où une seule d'entre elles se qualifie au tour suivant.
La suite de cette compétition est à élimination directe. Chaque vainqueur de groupes s'affrontent en demi-finale. Les deux équipes qui sortent victorieuses de ces demi-finales se rencontrent en finale pour le gain du trophée qui a lieu à Alger précisément au stade du 5-Juillet-1962.

## Résultats

### Phase qualificative
Le premier tour de la compétition est une phase de poule où les équipes de l'élite sont rassemblées en quatre groupes selon leurs affinités territoriales. Au terme de cette première phase, les vainqueurs de poules se qualifient en demi-finales.

#### Groupe A
Le groupe A est l'un des deux groupes représentatifs de la région Centre du pays. Il est remporté par le CRB qui se qualifie pour les demi-finales.
- Résultats du groupe A

| Dates                           | Horaires      | Matchs  | Equipes 1     | Scores | Equipes 2     | Buteurs                                                        | Lieux des rencontres       | Références                                                   |
| ------------------------------- | ------------- | ------- | ------------- | ------ | ------------- | -------------------------------------------------------------- | -------------------------- | ------------------------------------------------------------ |
| Première journée Groupe B       |               |         |               |        |               |                                                                |                            |                                                              |
| 30 novembre 1995                | 14 h 00 UTC+1 | Match 1 | USM Alger     | 0 - 0  | WA Boufarik   | -                                                              | Stade Omar Hamadi          | -                                                            |
| 25 décembre 1995 (Match retard) | 14 h 00 UTC+1 | Match 2 | JS Kabylie    | 2 - 1  | CR Belouizdad | Doudène 22e, Hakim Boubrit 88e / Chakir 7e                     | Stade du 1er-Novembre-1954 | -                                                            |
| Deuxième journée Groupe B       |               |         |               |        |               |                                                                |                            |                                                              |
| 4 janvier 1996 (Match retard)   | 14 h 00 UTC+1 | Match 1 | CR Belouizdad | 2 - 0  | USM Alger     | -                                                              | Stade du 20-Août-1955      | -                                                            |
| 4 janvier 1996 (Match retard)   | 14 h 00 UTC+1 | Match 2 | JS Kabylie    | 4 - 1  | WA Boufarik   | Doudène 25e, Aouane 42e, Menad 80e, Amrouche 82e / Belbouz 55e | Stade du 1er-Novembre-1954 | -                                                            |
| Troisième journée Groupe B      |               |         |               |        |               |                                                                |                            |                                                              |
| 14 décembre 1995                | 14 h 00 UTC+1 | Match 1 | USM Alger     | 1 - 0  | JS Kabylie    | Dziri ?                                                        | Stade Omar Hamadi          | -                                                            |
| 11 janvier 1996                 | 14 h 00 UTC+1 | Match 2 | WA Boufarik   | 0 - 2  | CR Belouizdad | -                                                              | Stade Mohamed Reggaz       | -                                                            |
| Quatrième journée Groupe B      |               |         |               |        |               |                                                                |                            |                                                              |
| 21 décembre 1995                | 14 h 00 UTC+1 | Match 1 | WA Boufarik   | 1 - 1  | USM Alger     | -                                                              | stade bologhine*           | l'authentique numéro 343 du jeudi 21 décembre 1995 page 19 . |
| 21 décembre 1995                | 14 h 00 UTC+1 | Match 2 | CR Belouizdad | 2 - 1  | JS Kabylie    | Hadj Adlane                                                    | Stade du 20-Août-1955      | -                                                            |
| Cinquième journée Groupe B      |               |         |               |        |               |                                                                |                            |                                                              |
| 28 décembre 1995                | 14 h 00 UTC+1 | Match 1 | USM Alger     | 0 - 3  | CR Belouizdad |                                                                | Stade Omar Hamadi          | -                                                            |
| 8 janvier 1996 (Match retard)   | 14 h 00 UTC+1 | Match 2 | WA Boufarik   | 1 - 1  | JS Kabylie    | Chouib                                                         | Stade Mohamed Reggaz       | -                                                            |
| Sixième journée Groupe B        |               |         |               |        |               |                                                                |                            |                                                              |
| 15 janvier 1996                 | 14 h 00 UTC+1 | Match 1 | JS Kabylie    | 0 - 1  | USM Alger     | Aït Belkacem                                                   | Stade du 1er-Novembre-1954 | -                                                            |
| janvier 1996                    | 14 h 00 UTC+1 | Match 2 | CR Belouizdad | -      | WA Boufarik   | -                                                              | Stade du 20-Août-1955      | -                                                            |

- le programme de la 3éme journée de la coupe de la ligue paru sur le journal : el-moudjahid  numéro 9473 du jeudi 14 décembre 1995 page 21 .
- le programme de la 4éme journée de la coupe de la ligue  paru sur le journal : l'authentique numéro 343 du  jeudi 21 décembre 1995 page 19 .
  - le match Wab - Usmalger initialement  prévu à réghaia en raison  des travaux  au stade mohamed reggaz de boufarik  aura lieu finalement f à bologhine après l'accord des 2 équipes.

| Rang | Équipe        | Pts | J | G | N | P | Bp | Bc | Diff |  | Résultats (▼ dom., ► ext.) | CRB | USMA | JSK | WAB |
| ---- | ------------- | --- | - | - | - | - | -- | -- | ---- |  | -------------------------- | --- | ---- | --- | --- |
| 1    | CR Belouizdad | 12  | 5 | 4 | 0 | 1 | 10 | 3  | +7   |  | CR Belouizdad              |     | 2-0  | 2-1 | -   |
| 2    | USM Alger     | 8   | 6 | 2 | 2 | 2 | 3  | 5  | -2   |  | USM Alger                  | 0-3 |      | 1-0 | 0-0 |
| 3    | JS Kabylie    | 7   | 6 | 2 | 1 | 3 | 8  | 7  | +1   |  | JS Kabylie                 | 2-1 | 0-1  |     | 4-1 |
| 4    | WA Boufarik   | 3   | 5 | 0 | 3 | 2 | 3  | 8  | -5   |  | WA Boufarik                | 0-2 | 1-1  | 1-1 |     |

#### Groupe B
Le groupe B est l'un des deux groupes représentatifs de la région Centre du pays. Il est remporté par la JSBM qui se qualifie pour les demi-finales.
- Résultats du groupe B

| Dates                      | Horaires      | Matchs  | Equipes 1        | Scores | Equipes 2        | Buteurs     | Lieux des rencontres           | Références |
| -------------------------- | ------------- | ------- | ---------------- | ------ | ---------------- | ----------- | ------------------------------ | ---------- |
| Première journée Groupe B  |               |         |                  |        |                  |             |                                |            |
| Jeudi 30 novembre 1995     | 14 h 00 UTC+1 | Match 1 | JS Bordj Menaïel | 2 - 0  | USM El Harrach   | -           | -                              | -          |
| Jeudi 30 novembre 1995     | 14 h 00 UTC+1 | Match 2 | USM Blida        | 1 - 1  | MC Alger         | -           | -                              | -          |
| Deuxième journée Groupe B  |               |         |                  |        |                  |             |                                |            |
| Jeudi 7 décembre 1995      | 14 h 00 UTC+1 | Match 1 | USM El Harrach   | 0 - 0  | MC Alger         | -           | -                              | -          |
| Jeudi 7 décembre 1995      | 14 h 00 UTC+1 | Match 2 | JS Bordj Menaïel | 1 - 0  | USM Blida        | -           | -                              | -          |
| Troisième journée Groupe B |               |         |                  |        |                  |             |                                |            |
| Jeudi 14 décembre 1995     | 14 h 00 UTC+1 | Match 1 | USM El Harrach   | 1 - 0  | USM Blida        | -           | -                              | -          |
| Jeudi 14 décembre 1995     | 14 h 00 UTC+1 | Match 2 | JS Bordj Menaïel | 0 - 0  | MC Alger         | -           | -                              | -          |
| Quatrième journée Groupe B |               |         |                  |        |                  |             |                                |            |
| Jeudi 21 décembre 1995     | 14 h 00 UTC+1 | Match 1 | USM El Harrach   | 2 - 1  | JS Bordj Menaïel | -           | -                              | -          |
| Jeudi 21 décembre 1995     | 14 h 00 UTC+1 | Match 2 | MC Alger         | 0 - 0  | USM Blida        | -           | -                              | -          |
| Cinquième journée Groupe B |               |         |                  |        |                  |             |                                |            |
| Jeudi 28 décembre 1995     | 14 h 00 UTC+1 | Match 1 | USM Blida        | 3 - 0  | JS Bordj Menaïel | -           | -                              | -          |
| Vendredi 29 décembre 1995  | 14 h 00 UTC+1 | Match 2 | MC Alger         | 4 - 0  | USM El Harrach   | -           | -                              | -          |
| Sixième journée Groupe B   |               |         |                  |        |                  |             |                                |            |
| Jeudi 4 janvier 1996       | 14 h 00 UTC+1 | Match 1 | USM Blida        | 2 - 0  | USM El Harrach   | -           | -                              | -          |
| Jeudi 4 janvier 1996       | 14 h 00 UTC+1 | Match 2 | MC Alger         | 0 - 1  | JS Bordj Menaïel | Termoul 40e | Stade du 5 Juillet 1962, Alger | -          |

| Rang | Équipe           | Pts | J | G | N | P | Bp | Bc | Diff |  | Résultats (▼ dom., ► ext.) | JSBM | USMB | MCA | USMH |
| ---- | ---------------- | --- | - | - | - | - | -- | -- | ---- |  | -------------------------- | ---- | ---- | --- | ---- |
| 1    | JS Bordj Menaïel | 10  | 6 | 3 | 1 | 2 | 4  | 5  | -1   |  | JS Bordj Menaïel           |      | 1-0  | 0-0 | 2-0  |
| 2    | USM Blida        | 8   | 6 | 2 | 2 | 2 | 6  | 3  | +3   |  | USM Blida                  | 3-0  |      | 1-1 | 2-0  |
| 3    | MC Alger         | 7   | 6 | 1 | 4 | 1 | 5  | 2  | +3   |  | MC Alger                   | 0-1  | 0-0  |     | 4-0  |
| 4    | USM El Harrach   | 7   | 6 | 2 | 1 | 3 | 3  | 8  | -5   |  | USM El Harrach             | 2-0  | 1-0  | 0-0 |      |

#### Groupe C
Le groupe C rassemble les équipes de la région Ouest du pays. Le MCO remporte le groupe et se qualifie pour les demi-finales.
| Dates                      | Horaires      | Matchs  | Equipes 1  | Scores | Equipes 2  | Buteurs                                                               | Lieux des rencontres              | Références         |
| -------------------------- | ------------- | ------- | ---------- | ------ | ---------- | --------------------------------------------------------------------- | --------------------------------- | ------------------ |
| Première journée Groupe C  |               |         |            |        |            |                                                                       |                                   |                    |
| 30 novembre 1995           | 14 h 00 UTC+1 | Match 1 | ASM Oran   | 2 - 2  | WA Tlemcen | Amrane 3e 42e (pen.) / Djalti 10e, Hachemi 40e                        | Stade bouakeuel, Oran             | arbitre : berramla |
| 30 novembre 1995           | 14 h 00 UTC+1 | Match 2 | MC Oran    | -      | Exempt     | -                                                                     | -                                 | -                  |
| Deuxième journée Groupe C  |               |         |            |        |            |                                                                       |                                   |                    |
| 11 décembre 1995           | 14 h 00 UTC+1 | Match 1 | MC Oran    | 7 - 0  | ASM Oran   | Mezoued 18e 31e, Benzerga 29e 59e, Meziane 42e, Gaid 47e, Meçabih 80e | stade chahid ;ahmed zabana d'oran | (matche retard;*   |
| 11 décembre 1995           | 14 h 00 UTC+1 | Match 2 | WA Tlemcen | -      | Exempt     | -                                                                     | -                                 | -                  |
| Troisième journée Groupe C |               |         |            |        |            |                                                                       |                                   |                    |
| 14 décembre 1995           | 14 h 00 UTC+1 | Match 1 | MC Oran    | 2 - 0  | WA Tlemcen | Mourad Meziane 13e, Benzerga 55e                                      | stade chahid;ahmed zabana;oran    | arbitre;daho karim |
| 14 décembre 1995           | 14 h 00 UTC+1 | Match 2 | ASM Oran   | -      | Exempt     | -                                                                     | -                                 | -                  |
| Quatrième journée Groupe C |               |         |            |        |            |                                                                       |                                   |                    |
| 21 décembre 1995           | 14 h 00 UTC+1 | Match 1 | WA Tlemcen | 2 - 1  | ASM Oran   | Djalti 25e 43e (pen.)                                                 | tlemcen ;opow                     | -                  |
| 21 décembre 1995           | 14 h 00 UTC+1 | Match 2 | MC Oran    | -      | Exempt     | -                                                                     | -                                 | -                  |
| Cinquième journée Groupe C |               |         |            |        |            |                                                                       |                                   |                    |
| 28 décembre 1995           | 14 h 00 UTC+1 | Match 1 | ASM Oran   | 0 - 4  | MC Oran    | Benzerga 8e 25e, Boukassessa 37e, Gaid 77e                            | stade bouakeuel :oran             | arbitre : Belbah   |
| 28 décembre 1995           | 14 h 00 UTC+1 | Match 2 | WA Tlemcen | -      | Exempt     | -                                                                     | -                                 | -̈                  |
| Sixième journée Groupe C   |               |         |            |        |            |                                                                       |                                   |                    |
| 4 janvier 1996             | 14 h 00 UTC+1 | Match 1 | WA Tlemcen | 0 - 0  | MC Oran    |                                                                       | stade akid lotfi ;tlemcen         | -                  |
| 4 janvier 1996             | 14 h 00 UTC+1 | Match 2 | ASM Oran   | -      | Exempt     | -                                                                     | -                                 | -                  |

| Rang | Équipe     | Pts | J | G | N | P | Bp | Bc | Diff |  | Résultats (▼ dom., ► ext.) | MCO | WAT | ASMO |
| ---- | ---------- | --- | - | - | - | - | -- | -- | ---- |  | -------------------------- | --- | --- | ---- |
| 1    | MC Oran    | 10  | 4 | 3 | 1 | 0 | 13 | 0  | +13  |  | MC Oran                    |     | 2-0 | 7-0  |
| 2    | WA Tlemcen | 5   | 4 | 1 | 2 | 1 | 4  | 5  | -1   |  | WA Tlemcen                 | 0-0 |     | 2-1  |
| 3    | ASM Oran   | 1   | 4 | 0 | 1 | 3 | 3  | 15 | -12  |  | ASM Oran                   | 0-4 | 2-2 |      |

#### Groupe D
Le groupe D rassemble les équipes de la région Est du pays. L'USMAB remporte le groupe et se qualifie pour les demi-finales.
| Rang | Équipe         | Pts | J | G | N | P | Bp | Bc | Diff |  | Résultats (▼ dom., ► ext.) | USMAB | CSC | CAB | ASAM | USC |
| ---- | -------------- | --- | - | - | - | - | -- | -- | ---- |  | -------------------------- | ----- | --- | --- | ---- | --- |
| 1    | USM Aïn Beïda  |     | 8 |   |   |   |    |    |      |  | USM Aïn Beïda              |       | 0-0 | 2-1 | -    | 1-0 |
| 2    | CS Constantine |     | 8 |   |   |   |    |    |      |  | CS Constantine             | 0-3   |     | 1-1 | -    | -   |
| 3    | CA Batna       |     | 8 |   |   |   |    |    |      |  | CA Batna                   | 0-1   | 1-1 |     | 0-0  | 1-2 |
| 4    | AS Aïn M'lila  |     | 8 |   |   |   |    |    |      |  | AS Aïn M'lila              | -     | 1-1 | 2-1 |      | -   |
| 5    | US Chaouia     |     | 8 |   |   |   |    |    |      |  | US Chaouia                 | 0-0   | -   | -   | 0-1  |     |

| 1re journée            | USM Aïn Beïda | 0 - 0 | CS Constantine |                              |                              |
| 30 novembre 1995 14h00 |               |       |                | Stade du 24 avril, Aïn Béïda | Stade du 24 avril, Aïn Béïda |

| 1re journée            | CA Batna | 0 - 0 | AS Aïn M'lila |                               |                               |
| 30 novembre 1995 14h00 |          |       |               | Stade Mustapha-Sefouhi, Batna | Stade Mustapha-Sefouhi, Batna |

| 2e journée            | CS Constantine | 1 - 1 | CA Batna |                                    |                                    |
| 7 décembre 1995 14h00 |                |       |          | Stade Chahid-Hamlaoui, Constantine | Stade Chahid-Hamlaoui, Constantine |

| 2e journée            | US Chaouia | 0 - 0 | USM Aïn Beïda |                                        |                                        |
| 7 décembre 1995 14h00 |            |       |               | Stade Zerdani-Hassouna, Oum-El-Bouaghi | Stade Zerdani-Hassouna, Oum-El-Bouaghi |

| 3e journée             | CA Batna | 1 - 2 | US Chaouia |                               |                               |
| 14 décembre 1995 14h00 |          |       |            | Stade Mustapha-Sefouhi, Batna | Stade Mustapha-Sefouhi, Batna |

| 3e journée             | AS Aïn M'lila     | 1 - 1 | CS Constantine     | | |
| 14 décembre 1995 14h00 | aissoug (asam) 70 |       | kechroud (csc)27,! | Stade des frères Demane-Debbih, Aïn M'lila Spectateurs : moyenne Arbitrage : khelfetni assisté de ;m.m;daikha et nafir | Stade des frères Demane-Debbih, Aïn M'lila Spectateurs : moyenne Arbitrage : khelfetni assisté de ;m.m;daikha et nafir |

| 4e journée             | US Chaouia | 0 - 1 | AS Aïn M'lila |                                        |                                        |
| 21 décembre 1995 14h00 |            |       |               | Stade Zerdani-Hassouna, Oum-El-Bouaghi | Stade Zerdani-Hassouna, Oum-El-Bouaghi |

| 4e journée             | USM Aïn Beïda | 2 - 1 | CA Batna |                              |                              |
| 21 décembre 1995 14h00 |               |       |          | Stade du 24 avril, Aïn Béïda | Stade du 24 avril, Aïn Béïda |

| 5e journée             | AS Aïn M'lila | - | USM Aïn Beïda |                                            |                                            |
| 25 décembre 1995 14h00 |               |   |               | Stade des frères Demane-Debbih, Aïn M'lila | Stade des frères Demane-Debbih, Aïn M'lila |

| 5e journée             | CS Constantine | - | US Chaouia |                                    |                                    |
| 25 décembre 1995 14h00 |                |   |            | Stade Chahid-Hamlaoui, Constantine | Stade Chahid-Hamlaoui, Constantine |

| 6e journée             | CS Constantine | 0 - 3 | USM Aïn Beïda |                                    |                                    |
| 28 décembre 1995 14h00 |                |       |               | Stade Chahid-Hamlaoui, Constantine | Stade Chahid-Hamlaoui, Constantine |

| 6e journée             | AS Aïn M'lila | 2 - 1 | CA Batna |                                            |                                            |
| 28 décembre 1995 14h00 |               |       |          | Stade des frères Demane-Debbih, Aïn M'lila | Stade des frères Demane-Debbih, Aïn M'lila |

| 7e journée           | USM Aïn Beïda | 1 - 0 | US Chaouia |                              |                              |
| 4 janvier 1996 14h00 |               |       |            | Stade du 24 avril, Aïn Béïda | Stade du 24 avril, Aïn Béïda |

| 7e journée           | CA Batna | 1 - 1 | CS Constantine |                               |                               |
| 4 janvier 1996 14h00 |          |       |                | Stade Mustapha-Sefouhi, Batna | Stade Mustapha-Sefouhi, Batna |

| 8e journée           | US Chaouia | - | CA Batna |                                        |                                        |
| 8 janvier 1996 14h00 |            |   |          | Stade Zerdani-Hassouna, Oum-El-Bouaghi | Stade Zerdani-Hassouna, Oum-El-Bouaghi |

| 8e journée           | CS Constantine | - | AS Aïn M'lila |                                    |                                    |
| 8 janvier 1996 14h00 |                |   |               | Stade Chahid-Hamlaoui, Constantine | Stade Chahid-Hamlaoui, Constantine |

| 9e journée            | AS Aïn M'lila | - | US Chaouia |                                            |                                            |
| 11 janvier 1996 14h00 |               |   |            | Stade des frères Demane-Debbih, Aïn M'lila | Stade des frères Demane-Debbih, Aïn M'lila |

| 9e journée            | CA Batna | 0-1 | USM Aïn Beïda |                               |                               |
| 11 janvier 1996 14h00 |          |     |               | Stade Mustapha-Sefouhi, Batna | Stade Mustapha-Sefouhi, Batna |

| 10e journée           | USM Aïn Beïda | - | AS Aïn M'lila |                              |                              |
| 18 janvier 1996 14h00 |               |   |               | Stade du 24 avril, Aïn Béïda | Stade du 24 avril, Aïn Béïda |

| 10e journée           | US Chaouia | - | CS Constantine |                                        |                                        |
| 18 janvier 1996 14h00 |            |   |                | Stade Zerdani-Hassouna, Oum-El-Bouaghi | Stade Zerdani-Hassouna, Oum-El-Bouaghi |

### Phase éliminatoire

#### Demi-finales
| Match demi-finales 1        | MC Oran                          | 2 - 2 | CR Belouizdad             | Stade Ahmed-Zabana, Oran |                    |
| jeudi 25 janvier 1996 14h00 | Meziane 44e (pen.) · Mezoued 56e |       | M.Dob 10e · Ben Saleh 87e | Arbitrage : Lamara       | Arbitrage : Lamara |
| jeudi 25 janvier 1996 14h00 | [ Rapport match 1 ]              |       |                           | Arbitrage : Lamara       | Arbitrage : Lamara |
| jeudi 25 janvier 1996 14h00 | Tirs au but 4–3                  |       |                           | Arbitrage : Lamara       | Arbitrage : Lamara |

| Match demi-finales 2        | USM Aïn Beïda                                         | 4 - 0 | JS Bordj Menaïel | Stade du 24 avril, Aïn Béïda |  |
| jeudi 25 janvier 1996 14h00 | Fodili 1re · Boursas 33e · Toure 38e · Bouzeghaïa 71e |       |                  |                              |  |
| jeudi 25 janvier 1996 14h00 | [ Rapport match 2 ]                                   |       |                  |                              |  |

#### Finale
| Entraîneur :                            |
| Habib Benmimoun DTN : Mohamed Henkouche |

| Entraîneur :       |
| Abdelkader Bahmane |

| Entraîneur :                            |
| Habib Benmimoun DTN : Mohamed Henkouche |

| Entraîneur :       |
| Abdelkader Bahmane |